# Proletariusze
Proletariusze (z łac. proles: potomstwo, winna latorośl), w starożytnym Rzymie warstwa najuboższych niemających ziemi obywateli, wolna w zasadzie od podatków i służby wojskowej, u schyłku republiki w znacznym stopniu utrzymywana przez państwo. Szczególnie dużą rolę proletariusze odgrywali podczas walk wyborczych. Od państwa otrzymywali jedzenie i prawo do bezpłatnych igrzysk (panem et circenses - chleba i igrzysk).